# Husseyn Chakroun
Husseyn Zakaria Chakroun (* 10. November 2004 in Hannover) ist ein libanesisch-deutscher Fußballspieler. Der Linksaußen steht seit dem 1. Juli 2023 bei Hannover 96 unter Vertrag und ist A-Nationalspieler des Libanons.

## Karriere

### Vereine
In seiner Jugend war der Stürmer für den TSV Fortuna Sachsenross, HSC Hannover sowie die JFV Calenberger Land aktiv. Im Sommer 2023 wechselte er dann zur Reservemannschaft von Hannover 96 in die Regionalliga Nord und schaffte mit ihr auf Anhieb den Aufstieg in die 3. Liga. Dabei erzielte Hakroun in 32 Ligaspielen acht Treffer. Seit dem 19. April 2024 gehört er auch zum Kader des Zweitligisten und gab sein Debüt am 22. Februar 2025, als er in der 77. Minute beim 1:1-Unentschieden gegen den SC Paderborn eingewechselt wurde.

### Nationalmannschaft
Am 14. November 2024 debütierte Chakroun für die libanesische A-Nationalmannschaft in einem Testspiel gegen Thailand. Beim 0:0-Unentschieden im Thammasat Stadium von Tha Khlong stand der Stürmer in der Startelf und wurde in der 72. Minute für Rabih Ataya ausgewechselt. Sein zweiter Einsatz erfolgte fünf Tage später in Myanmar, wo er beim 3:2-Auswärtssieg in Rangun über 82 Minuten auf dem Feld stand. Beim 5:0-Sieg in der Asienmeisterschaft-Qualifikation gegen Brunei absolvierte Chakroun im März 2025 dann auch sein erstes Pflichtspiel und schoss dabei ein Tore.

## Erfolge
- Meister der Regionalliga Nord: 2024